# Satanasword
Satanasword ist das siebte Studioalbum der japanischen Band Sabbat.

## Entstehungsgeschichte
1999 kündigte Sabbat Satanasword im Beiheft des Vorgängers Karisma an. Das Album wurde 2000 bei I.M.I. Lights inc. aufgenommen und abgemischt und im Witch’s-Mill-Studio gemastert. Toningenieur war Mr. Yamaha, produziert wurde das Album von der Band selbst. Satanasword wurde 2000 von Iron Pegasus Records auf CD veröffentlicht. 2001 folgte eine LP-Version, auf der die Titel eine andere Reihenfolge hatten, Death Zone und The Gate zu einem Titel zusammengefasst wurden und das von Temis Osmond geschriebene Jealousy Carnage durch das von Gezol geschriebene Selfish Devil ersetzt wurde. Die CD-Wiederveröffentlichung von 2002 orientiert sich wieder an der ursprünglichen CD-Version.

## Titelliste
1. Charisma (Gezol) – 06:06
2. Angel of Destruction (Gezol) – 04:09
3. Kiss of Lilleth (Gezol) – 04:26
4. Death Zone (Temis) – 03:00
5. The Gate (Temis) – 05:23
6. Dracula (Gezol) – 07:25
7. Nekromantik (Gezol) – 13:55
8. Jealousy Carnage (Temis) – 05:33

## Gestaltung
Das Cover zeigt ein Schwert mit einem Drudenfuß und zwei umgedrehte Kreuze mit Teufelsköpfen und wurde von Elizaveat (Ex-Sabbat, Metalucifer) entworfen. Das durch das Schwert geteilte Sabbat-Logo stammt von Gezol.

## Musikstil und Texte
Sabbats Riffs sind von der New Wave of British Heavy Metal beeinflusst, der Stil laut Götz Kühnemund vom deutschen Rock Hard „viel weniger Venom-lastig“ als auf früheren Werken. Dennoch wurde Sabbat weiterhin mit Venom verglichen. Der Gesang wechselt zwischen Growls, Kreischen und Klargesang, gelegentlich ins Falsett und wurde mit dem von Schmier auf den frühen Destruction-Veröffentlichungen verglichen.

## Rezeption
Kühnemund bezeichnete Satanasword als „Old School-Brett […], das vor allem Thrasher der ersten Stunde begeistern dürfte“. „Die enorme Spielfreude, die hier jederzeit herauszuhören ist, und der in der japanischen Herkunft begründete Kultfaktor machen SABBAT zu einer der sympathischsten Undergroundbands der Szene und entschädigen für so manche Schwäche im Songwriting. Hier gibt's halt nur zwei Möglichkeiten: Entweder man belächelt SABBAT - oder man mag sie.“ Gelobt wurde von ihm wie auch von Larry „Fuzz-O“ Dolman vom Blastitude die Eigenständigkeit der Band. Vorfeed.net bezeichnete das Album als beinahe perfekten Metal; auf dem Album seien alle „Elemente von Sabbats Kunst“ vertreten: „großartiges Riffing, unglaubliche Soli mit keiner einzigen Andeutung von Wichserei, und der Gesang – der Gesang […] sie sind hervorragend“. Es sei „eine dieser seltenen Veröffentlichungen, die jeder Metal-Fan vermutlich mögen wird, wirklich etwas für jedermann“.